# La Arzuana
La Arzuana, más tarde conocida como Hilados y Tejidos de Vilasantar, fue una fábrica textil situada en la parroquia de Présaras, en el ayuntamiento coruñés de Vilasantar, que funcionó desde 1882 hasta 1962.

## Historia
En 1882 se constituía la firma industrial Casimiro Macía Canal y Cía., por acuerdo entre el carpintero Casimiro Macía Canal, el tejedor Andrés Camprubí Genesca y el fundidor Manuel Solórzano Ibáñez. La fábrica de tejidos de algodón se construyó en el margen derecho del río Tambre en el lugar de Foro (Présaras, Vilasantar). Al año siguiente, se disolvería la efímera sociedad, quedando Manuel como único propietario de la fábrica.
Manuel, junto con los banqueros lugueses Ramón y Luciano Soler, formaron en 1884 una nueva sociedad sobre la fábrica, La Arzuana. Muerto Manuel en 1895, su viuda, Basa Freire Fan, y sus hijos, José Fernando, Rosa, y Fernando José, constituirían la razón social Viuda e hijos de Solórzano, bajo la que se explotó la fábrica durante cinco años.
En 1900 la fábrica de tejidos de algodón La Arzuana fue adquirida por los hermanos Luis, Pilar y Elena Miranda Santos, hijos del empresario habanero Luis Miranda Vázquez, quien con su socio, el banquero coruñés José Núñez de lana Barca, explotaba desde 1872 la fábrica coruñesa de hilados y tejidos de algodón Núñez y Miranda. Los hermanos Miranda harían importantes inversiones y ampliaciones, y desde 1907 la fábrica La Arzuana giraría bajo la razón social Hilados y Tejidos de Vilasantar, S.A., sociedad constituida con un millón y medio de pesetas de capital social
La fábrica vivió un gran esplendor durante el primer tercio de siglo, aunque con un importante bajón durante la Primera Guerra Mundial: pasó de tener 41 463,2 pesetas de beneficios en 1913 a pérdidas en los años 1914-1915 y 1917-1918. Los motivos de las pérdidas fueron varios, entre ellos la escasez de algodón. Al final de la guerra, la fábrica se recuperó rápidamente de la crisis y pasó a tener beneficios de 39 413,9 pesetas en 1919, 44 559,8 en 1920, 400 872,6 en 1922 y 159 058,9 en 1923.
Tras la guerra civil española sufrió complicaciones derivadas de la carestía de la materia prima, de la pérdida generalizada de poder adquisitivo y la preferencia de los mercados por el tejido curado o blanco, y las dificultades para financiar las compras de algodón y el cobro de las ventas.
Las complicaciones crecieron junto con el malestar del personal, huelgas y también problemas con la salida de las mercancías por la estación ferroviaria de Curtis. A partir de 1958 los hermanos Tomás y Enrique Rodríguez-Sabio Sánchez irían asumiendo todas las facultades del Consejo de Administración de la sociedad.
El 8 de diciembre de 1962 un misterioso incendio (popularmente se cree que provocado) arrasaba las instalaciones y ponía fin a 80 años de trabajo, en los que la fábrica fue el auténtico motor de la zona y que provocó un aumento importante de la población de la parroquia y el florecemiento de otros negocios. Hoy las instalaciones que sobrevivieron son aprovechadas por una explotación ganadera.

## Documental
El 15 de septiembre de 2018, se estrenó en el colegio de Présaras el documental Tecido resistente: A silenciosa revolución das mulleres de Présaras, dirigido por la periodista Marina Chiavegatto, que cuenta la historia de las mujeres que trabajaron en la fábrica.